# رودخانه جدی
رودخانه جدی (به انگلیسی: Djedi River) رودخانه‌ای به‌طول ۴۸۰ کیلومتر است که در الجزایر جریان دارد.